# 松沼美穂
松沼 美穂（まつぬま みほ、1969年8月 - ）は、日本の歴史学者。群馬大学教育学部准教授。

## 略歴・人物
- 1972年5月　出生。
- 2007年4月　福岡女子大学文学部講師着任
- 2008年4月　福岡女子大学文学部准教授着任
- 2009年10月　群馬大学教育学部社会専攻准教授就任

## 研究分野
西洋史・フランス史
- 19世紀末から第二次世界大戦までのフランス近現代史
- 近現代史教育の国際比較

## 著書・論文

### 著書
- 『帝国とプロパガンダ』（山川出版社、2007年）
- 『植民地の＜フランス人＞』（法政大学出版局、2012年）

## 所属学会
- 日仏政治学会
- 日仏歴史学会
- 日本西洋史学会
- 近代社会史研究会
- 関西フランス史研究会